# Wilhelm Neese
Wilhelm Karl Max Neese, Pseudonym: Horst Klausner (* 10. März 1879 in Waren (Müritz); † 13. März 1950 in Schwerin) war ein deutscher Jurist und Schriftsteller.

## Leben
Als Sohn eines Lehrers geboren, gehörte Neese schon als Schüler dem Allgemeinen Plattdeutschen Verband an. Er studierte von 1901 bis 1905 Rechtswissenschaften in Rostock, Leipzig und Berlin. Während seines Studiums wurde er 1901 Mitglied des Akademischen Gesangvereins Redaria (seit 1920 Burschenschaft Redaria Rostock). Nachdem er 1905 Referendar geworden war, leistete er zwischen 1905 und 1906 seinen Wehrdienst in Lübeck ab, 1910 folgte die Große juristische Staatsprüfung und seine Promotion zum Dr. iur. in Rostock.
Er wurde Rechtsanwalt und Notar in Malchow, bevor er 1911 als Ministerialsekretär in ein Ministerium in Schwerin wechselte. Am Ersten Weltkrieg nahm er von 1914 bis 1916 teil. Er war Vizefeldwebel beim Landwehr-Infanterie-Regiment Nr. 76. 1919 wurde er Regierungsrat, 1929 Oberregierungsrat in der Mecklenburgischen Landesbibliothek in Schwerin. Er war Mitglied des RDB. Neese war einer der Leiter der Plattdeutschen Gilde in Schwerin und Mitgründer des plattdeutschen Landesverbandes Mecklenburg-Lübeck. 1925 war er einer der Gründer der Niederdeutschen Bühne in Wismar. Er verfasste hauptsächlich plattdeutsche Literatur. Seine volkskundlichen Beiträge finden sich im Rostocker Anzeiger, dem Warener Tageblatt, der Mecklenburger Zeitung, dem Schweriner Niederdeutscher Beobachter und in den Mecklenburger Monatsheften. Einige seiner Stücke wurden aufgeführt, unter anderem an der Niederdeutschen Bühne Hamburg und am Staatstheater Schwerin.
Zum 1. Mai 1933 trat er der NSDAP bei (Mitgliedsnummer 2.815.709). Er gehörte auch dem NSV und dem NSRB an, war Blockwart im RLB.

## Veröffentlichungen (Auswahl)
- Die Schadenshaftung ohne Verschulden nach dem Bürgerlichen Gesetzbuche. Dissertation Universität Rostock 1910.
- Vörmahd. Plattdütsch Gedichte. Hamburg 1916.
- Dat Leben lüggt, ein Vertellen. Schwerin 1929.
- Sonne und See. Lieder aus sonnigen Sommertagen. Schwerin 1934.

## Ehrungen
- Mecklenburgisch-Schwerinsches Militärverdienstkreuz
- Frontkämpferkreuz
- Verwundetenabzeichen in Schwarz
- Treuedienstehrenzeichen in Silber